# Naufrages du 12 novembre 2020 en Méditerranée
Deux embarcations transportant des migrants font naufrage le vendredi 12 novembre 2020 au large des côtes libyennes. Les naufrages font plus de 100 morts et portent à plus de 900 le nombre de personnes noyées en Méditerranée en essayant d'atteindre l'Europe depuis le début de l’année, dont plus de la moitié au large de la Libye et de la Tunisie.

## Circonstances
L’Organisation internationale pour les migrations (OIM) annonce au moins 74 morts dans un naufrage au large de Khoms le 12 novembre en début d’après-midi. Quarante-sept survivants ont été ramenés en Libye par les gardes-côtes et des pêcheurs. Médecins sans frontières (MSF) annonce un second naufrage, dans la nuit du 12 au 13, faisant 20 morts et seulement trois survivantes, respectivement sénégalaise, camerounaise et ghanéenne,,,,. 
La veille, l'Open Arms, seul navire de sauvetage en Méditerranée alors que selon MSF « six bateaux d’ONG sont toujours bloqués pour des motifs fallacieux », était intervenu pour sauver une centaine de migrants et repêcher cinq corps au large de la Libye.

## Réactions
Hassiba Hadj Sahraoui, de MSF, estime que « la responsabilité de ces morts incombe directement aux Etats membres de l’Union européenne [UE], c’est le résultat concret et inévitable de leurs politiques meurtrières de non-assistance et de blocage actif des navires de sauvetage d’ONG ».